# Paiva Ramos

Vista aérea do bairro Paiva Ramos

Localização do Paiva Ramos em Osasco

Paiva Ramos  é um bairro localizado no município de  Osasco, São Paulo, Brasil. Delita-se ao norte pelo município de São Paulo; a leste pelo bairro Jardim Santa Fé; ao sul com o bairro Três Montanhas e Bonança; a oeste com os municípios de Barueri e Santana de Parnaíba. E os seus lotemantos são: Portal D’oeste Gleba I; Fazenda Paiva Ramos .

## Principais vias
- Estrada Particular [1]